# Panlengua
Panlengua es uno de los dos lenguajes creados a fines de los años 50 por el famoso artista argentino Xul Solar, el otro era el Neocriollo. Se trata de una lengua de estructura silábica, con sintaxis sencilla, que se proponía mejorar la comunicación universal. Hacia 1958, pintó una serie de cartulinas pequeñas, como un juego de cartas, con los elementos silábicos de la panlengua.
En el cuento "Tlön, Uqbar, Orbis Tertius" de Jorge Luis Borges, se menciona a Xul Solar como traductor de una frase, desde una lengua inventada a otra. 

Hay que aclarar también que Jorge Luis Borges era su amigo, y una vez describió así a sus obras: "Sus pinturas son documentos del mundo metafísico en que los dioses toman las formas de la imaginación que los sueña".
Un ejemplo de sus lenguajes, en este caso, se trata del lenguaje neocriollo, podemos encontrar en su obra plástica "Lu Diabo Mui", en donde por medio de dibujos, que él llamaba grafías plastiútiles o pensiformas describe una frase conocida en su tierra, como: "El diablo sabe por diablo, pero más sabe por viejo".

## Panlengua
Pan significa Universal.
Xul Solar propuso que la panlengua se escribiera "tal como se pronuncia, con raíces básicas, unívocas e invariables, combinables a voluntad". La panlengua es de fonética fácil, musical, y en ella los sonidos tienen un sentido. Cada consonante representa una categoría de ideas calificadas por las vocales dispuestas en polaridad positiva y negativa. No tiene excepciones y su acento es neto para que los sonidos sean reconocibles.
Borges, en una conferencia sobre Xul Solar que pronunció en 1975 en el Hotel Plaza de Buenos Aires, da esta explicación de la panlengua:

Vamos a suponer que todos los seres vivos tienen un nombre que empieza con `B', de modo que si vemos una `B' sabemos que se trata de un ser; luego vendrá una 'A, sabríamos si ese ser es vegetal o animal; después otra letra sería una `R', que serían los invertebrados; cada palabra se explicarla a sí misma; la dificultad de aprender ese idioma sería menor si pensamos que lo podría aprender un chico, como aprende su propio idioma. Luego, con el tiempo, se da cuenta de que simplemente hablando tiene una serie de nociones de zoología, mineralogía, botánica, de todas las ciencias, de diversas partes del idioma, que todo eso le estaba dado por las palabras...

La necesidad de la panlengua surgía, según Xul, de los bloques en los que se divide el mundo: Paneuropa, Panamérica y Panasia. Proponía su neolengua universal como un instrumento complementario para los tres. La panlengua puede también verse -y usarse- como una forma de taquigrafía o estenografía, instrumento útil al sintetizar.

## Ejemplos
Letra "T": Ti: poco - Tu: mucho - Te: menos - To: más
Letra "R". Xul Solar consideraba a ésta letra como la más movediza, la cual indicaba acción:
Rra: actuar - Rri: hacer o fabricar - Rru: deshacer - Rre: intercambiar - Rro: moverse

## Panlengua y otras relaciones
Xul Solar así como sabía de arte plástico, crear dos lenguajes muy interesantes, también sabía mucho de otras artes y ciencias, incluidas las ciencias ocultas. Por eso era muy común ver en sus obras las mezclas constantes de todos sus conocimientos. No extraña por lo tanto, que a la "Panlengua" lo termine uniendo con la astronomía e inclusive el ajedrez.
De los ejemplos anteriores, utilizando las mismas letras, vemos que a la letra "T", Xul la consideró relacionada con Saturno, mientras que a la letra "R" con Sagitario. Así vemos la dureza y cantidad, leyes de ese planeta de una letra, con la movilidad característica de los nacidos de Sagitarios.
Por último, Xul Solar sostenía que esa lengua, que requeriría mayor desarrollo, podría vincularse a las variaciones del juego del "panajedrez" también creado por el a lo largo de varios años.